# 2649 Oongaq
2649 Oongaq è un asteroide della fascia principale. Scoperto nel 1980, presenta un'orbita caratterizzata da un semiasse maggiore pari a 2,6261965 UA e da un'eccentricità di 0,1426874, inclinata di 12,20079° rispetto all'eclittica.